# SP u hokeju na ledu 1961.
Svjetsko prvenstvo u hokeju na ledu 1961. jest 28. Svjetsko prvenstvo u hokeju na ledu, koje se održavalo od 2. do 12. ožujka 1961. u Švicarskoj. Švicarska je po četvrti put bila domaćin tog natjecanja nakon prvog izdanja tog natjecanja 1935., 1939. i 1953.
Pobjednik turnira bila je Kanada, koja je time vratila titulu izborenu 1959. 

## Elitna divizja

### Kvalifikacije
| 1. ožujka 1961. | Njemačka | 6:5 (1:0, 3:1, 1:4, 1:0) | Švicarska | Posjećenost: 7.200 |

| Izvještaj utakmice | Izvještaj utakmice | Izvještaj utakmice | Izvještaj utakmice | Izvještaj utakmice |
| ------------------ | ------------------ | ------------------ | ------------------ | ------------------ |
|                    |                    |                    |                    |                    |
|                    |                    |                    |                    |                    |
|                    |                    |                    |                    |                    |
|                    |                    |                    |                    |                    |

| 2. ožujka 1961. | NJDR | 6:3 (1:0, 1:1, 4:2) | Norveška | Posjećenost: 300 |

| Izvještaj utakmice | Izvještaj utakmice | Izvještaj utakmice | Izvještaj utakmice | Izvještaj utakmice |
| ------------------ | ------------------ | ------------------ | ------------------ | ------------------ |
|                    |                    |                    |                    |                    |
|                    |                    |                    |                    |                    |
|                    |                    |                    |                    |                    |
|                    |                    |                    |                    |                    |

### Šibice
|    | Momčad       | Uta. | Pob. | Izj. | Por. | PoG | PrG | GR  | Bodovi |
| -- | ------------ | ---- | ---- | ---- | ---- | --- | --- | --- | ------ |
| 1. | Kanada       | 7    | 6    | 1    | 0    | 45  | 11  | 34  | 13     |
| 2. | Čehoslovačka | 7    | 6    | 1    | 0    | 33  | 9   | 24  | 13     |
| 3. | SSSR         | 7    | 5    | 0    | 2    | 51  | 20  | 31  | 10     |
| 4. | Švedska      | 7    | 4    | 0    | 3    | 33  | 27  | 6   | 8      |
| 5. | NJDR         | 7    | 2    | 0    | 5    | 21  | 33  | −12 | 4      |
| 6. | SAD          | 7    | 1    | 1    | 5    | 24  | 43  | −19 | 3      |
| 7. | Finska       | 7    | 1    | 1    | 5    | 19  | 43  | −24 | 3      |
| 8. | Njemačka     | 7    | 0    | 2    | 5    | 10  | 50  | −40 | 2      |

| 2. ožujka 1961. | Kanada | 6:1 (3:1, 0:0, 3:0) | Švedska | Posjećenost: 10.500 |

| Izvještaj utakmice                                                                | Izvještaj utakmice                        | Izvještaj utakmice | Izvještaj utakmice | Izvještaj utakmice |
| --------------------------------------------------------------------------------- | ----------------------------------------- | ------------------ | ------------------ | ------------------ |
|                                                                                   |                                           |                    |                    |                    |
| McLeod - 14. Fletcher - 15. Hockley - 18. Lagace - 47. McLeod - 55. Peacosh - 56. | 1 – 0 2 – 0 2 – 1 3 – 1 4 – 1 5 – 1 6 – 1 | 15. - Mild         |                    |                    |
|                                                                                   |                                           |                    |                    |                    |
|                                                                                   |                                           |                    |                    |                    |

| 2. ožujka 1961. | Čehoslovačka | 6:0 (1:0, 0:0, 5:0) | Finska | Posjećenost: 3.000 |

| Izvještaj utakmice                                                        | Izvještaj utakmice                  | Izvještaj utakmice | Izvještaj utakmice | Izvještaj utakmice |
| ------------------------------------------------------------------------- | ----------------------------------- | ------------------ | ------------------ | ------------------ |
|                                                                           |                                     |                    |                    |                    |
| Černý - 6. Bukač - 44. Kasper - 47. Prošek - 47. Vlach - 48. Starší - 49. | 1 – 0 2 – 0 3 – 0 4 – 0 5 – 0 6 – 0 |                    |                    |                    |
|                                                                           |                                     |                    |                    |                    |
|                                                                           |                                     |                    |                    |                    |

| 2. ožujka 1961. | SSSR | 13:2 (5:0, 5:0, 3:2) | SAD | Posjećenost: 11.000 |

| Izvještaj utakmice | Izvještaj utakmice                                                                              | Izvještaj utakmice       | Izvještaj utakmice | Izvještaj utakmice |
| --- | ----------------------------------------------------------------------------------------------- | ------------------------ | ------------------ | ------------------ |
| |                                                                                                 |                          |                    |                    |
| Aleksandrov - 1. Zyplarov - 2. Loktjev - 9. Ragulin - 11. Staršinov - 13. Staršinov - 29. Aleksandrov - 32. Sidorenkov - 36. Tregubov - 37. Majorov - 40. Loktjev - 48. Sologubov - 53. Tregubov - 56. | 1 – 0 2 – 0 3 – 0 4 – 0 5 – 0 6 – 0 7 – 0 8 – 0 9 – 0 10 – 0 10 – 1 11 – 1 12 – 1 12 – 2 13 – 2 | 46. - Poole 53. - Brooks |                    |                    |
| |                                                                                                 |                          |                    |                    |
| |                                                                                                 |                          |                    |                    |

| 4. ožujka 1961. | Čehoslovačka | 4:1 (1:0, 1:0, 2:1) | SAD | Posjećenost: 5.800 |

| Izvještaj utakmice                                    | Izvještaj utakmice            | Izvještaj utakmice | Izvještaj utakmice | Izvještaj utakmice |
| ----------------------------------------------------- | ----------------------------- | ------------------ | ------------------ | ------------------ |
|                                                       |                               |                    |                    |                    |
| Pantůček - 18. Pantůček - 24. Vlach - 52. Vaněk - 53. | 1 – 0 2 – 0 2 – 1 3 – 1 4 – 1 | 46. - Poole        |                    |                    |
|                                                       |                               |                    |                    |                    |
|                                                       |                               |                    |                    |                    |

| 4. ožujka 1961. | Finska | 6:4 (1:2, 3:1, 2:1) | NJDR | Posjećenost: 800 |

| Izvještaj utakmice                                                                 | Izvještaj utakmice                                          | Izvještaj utakmice                                | Izvještaj utakmice | Izvještaj utakmice |
| ---------------------------------------------------------------------------------- | ----------------------------------------------------------- | ------------------------------------------------- | ------------------ | ------------------ |
|                                                                                    |                                                             |                                                   |                    |                    |
| Rastio - 2. Nieminen - 24. Ahlqvist - 25. Kilpiö - 35. Rastio - 55. Nieminen - 58. | 1 – 0 1 – 1 1 – 2 2 – 2 3 – 2 3 – 3 3 – 4 4 – 4 5 – 4 6 – 4 | 2. - Szengel 20. - Kuczera 32. - Buder 48. - Novy |                    |                    |
|                                                                                    |                                                             |                                                   |                    |                    |
|                                                                                    |                                                             |                                                   |                    |                    |

| 4. ožujka 1961. | Kanada | 9:1 (1:1, 3:0, 5:0) | Njemačka | Posjećenost: 5.000 |

| Izvještaj utakmice | Izvještaj utakmice                                          | Izvještaj utakmice | Izvještaj utakmice | Izvještaj utakmice |
| --- | ----------------------------------------------------------- | ------------------ | ------------------ | ------------------ |
| |                                                             |                    |                    |                    |
| Tambellini - 20. Rusnell - 29. Sly - 38. McLeod - 40. Jones - 42. Rusnell - 46. Tambellini - 48. McLeod - 55. Rusnell - 59. | 0 – 1 1 – 1 2 – 1 3 – 1 4 – 1 5 – 1 6 – 1 7 – 1 8 – 1 9 – 1 | 19. - Zanghellini  |                    |                    |
| |                                                             |                    |                    |                    |
| |                                                             |                    |                    |                    |

| 4. ožujka 1961. | SSSR | 6:2 (3:0, 2:0, 1:2) | Švedska | Posjećenost: 13.700 |

| Izvještaj utakmice                                                                    | Izvještaj utakmice                              | Izvještaj utakmice             | Izvještaj utakmice | Izvještaj utakmice |
| ------------------------------------------------------------------------------------- | ----------------------------------------------- | ------------------------------ | ------------------ | ------------------ |
|                                                                                       |                                                 |                                |                    |                    |
| Majorov - 4. Almjetov - 11. Snjetkov - 15. Majorov - 23. Snjetkov - 28. Majorov - 42. | 1 – 0 2 – 0 3 – 0 4 – 0 5 – 0 6 – 0 6 – 1 6 – 2 | 51. - Nordlander 52. - Sterner |                    |                    |
|                                                                                       |                                                 |                                |                    |                    |
|                                                                                       |                                                 |                                |                    |                    |

| 5. ožujka 1961. | Kanada | 7:4 (4:2, 2:0, 1:2) | SAD | Posjećenost: 7.000 |

| Izvještaj utakmice                                                                             | Izvještaj utakmice                                                | Izvještaj utakmice                                   | Izvještaj utakmice | Izvještaj utakmice |
| ---------------------------------------------------------------------------------------------- | ----------------------------------------------------------------- | ---------------------------------------------------- | ------------------ | ------------------ |
|                                                                                                |                                                                   |                                                      |                    |                    |
| McLeod - 10. Lenardon - 12. Sly - 14. McIntyre - 15. Lenardon - 31. McIntyre - 34. Smith - 44. | 1 – 0 2 – 0 2 – 1 3 – 1 4 – 1 4 – 2 5 – 2 6 – 2 7 – 2 7 – 3 7 – 4 | 13. - Brooks 18. - Poole 48. - Williams 49. - Brooks |                    |                    |
|                                                                                                |                                                                   |                                                      |                    |                    |
|                                                                                                |                                                                   |                                                      |                    |                    |

| 5. ožujka 1961. | Čehoslovačka | 6:0 (2:0, 0:0, 4:0) | Njemačka | Posjećenost: 2.400 |

| Izvještaj utakmice                                             | Izvještaj utakmice                  | Izvještaj utakmice | Izvještaj utakmice | Izvještaj utakmice |
| -------------------------------------------------------------- | ----------------------------------- | ------------------ | ------------------ | ------------------ |
|                                                                |                                     |                    |                    |                    |
| Dolana - 4. Černý - 10. Bubník - 45. Prošek - 46. Dolana - 53. | 1 – 0 2 – 0 3 – 0 4 – 0 5 – 0 6 – 0 |                    |                    |                    |
|                                                                |                                     |                    |                    |                    |
|                                                                |                                     |                    |                    |                    |

| 5. ožujka 1961. | Švedska | 3:2 (1:0, 1:2, 1:0) | NJDR | Posjećenost: 1.500 |

| Izvještaj utakmice                         | Izvještaj utakmice            | Izvještaj utakmice         | Izvještaj utakmice | Izvještaj utakmice |
| ------------------------------------------ | ----------------------------- | -------------------------- | ------------------ | ------------------ |
|                                            |                               |                            |                    |                    |
| Öberg - 20. Svedberg - 26. Andersson - 49. | 1 – 0 2 – 0 2 – 1 2 – 2 3 – 2 | 36. - Klügel 40. - Ziesche |                    |                    |
|                                            |                               |                            |                    |                    |
|                                            |                               |                            |                    |                    |

| 5. ožujka 1961. | SSSR | 7:3 (5:0, 0:0, 2:3) | Finska | Posjećenost: 1.500 |

| Izvještaj utakmice                                                                                            | Izvještaj utakmice                                          | Izvještaj utakmice                           | Izvještaj utakmice | Izvještaj utakmice |
| --- | ----------------------------------------------------------- | -------------------------------------------- | ------------------ | ------------------ |
| |                                                             |                                              |                    |                    |
| Snjetkov - 3. Jakušjev - 3. Aleksandrov - 6. Starshinov - 9. Sidorenkov - 15. Snjetkov - 44. Sidorenkov - 53. | 1 – 0 2 – 0 3 – 0 4 – 0 5 – 0 5 – 1 6 – 1 6 – 2 7 – 2 7 – 3 | 41. - Luostarinen 52. - Rastio 56. - Salonen |                    |                    |
| |                                                             |                                              |                    |                    |
| |                                                             |                                              |                    |                    |

| 7. ožujka 1961. | Švedska | 6:4 (1:1, 2:2, 3:1) | Finska | Posjećenost: 1.000 |

| Izvještaj utakmice                                                                    | Izvještaj utakmice                                          | Izvještaj utakmice                                    | Izvještaj utakmice | Izvještaj utakmice |
| ------------------------------------------------------------------------------------- | ----------------------------------------------------------- | ----------------------------------------------------- | ------------------ | ------------------ |
|                                                                                       |                                                             |                                                       |                    |                    |
| Petterson - 17. Bröms - 34. Svedberg - 38. Sterner - 52. Pettersson - 54. Öberg - 60. | 0 – 1 1 – 1 1 – 2 1 – 3 2 – 3 3 – 3 3 – 4 4 – 4 5 – 4 6 – 4 | 6. - Kilpiö 24. - Seistamo 24. - Salonen 41. - Kilpiö |                    |                    |
|                                                                                       |                                                             |                                                       |                    |                    |
|                                                                                       |                                                             |                                                       |                    |                    |

| 7. ožujka 1961. | Čehoslovačka | 6:4 (2:1, 2:2, 2:1) | SSSR | Posjećenost: 11.500 |

| Izvještaj utakmice                                                              | Izvještaj utakmice                                          | Izvještaj utakmice                                         | Izvještaj utakmice | Izvještaj utakmice |
| ------------------------------------------------------------------------------- | ----------------------------------------------------------- | ---------------------------------------------------------- | ------------------ | ------------------ |
|                                                                                 |                                                             |                                                            |                    |                    |
| Starší - 10. Starší - 15. Gregor - 31. Dolana - 34. Bubník - 53. Pantůček - 60. | 1 – 0 2 – 0 2 – 1 2 – 2 2 – 3 3 – 3 4 – 3 4 – 4 5 – 4 6 – 4 | 19. - Staršinov 21. - Majorov 25. - Jakušjev 47. - Majorov |                    |                    |
|                                                                                 |                                                             |                                                            |                    |                    |
|                                                                                 |                                                             |                                                            |                    |                    |

| 7. ožujka 1961. | SAD | 4:4 (3:1, 1:1, 0:2) | Njemačka | Posjećenost: 1.500 |

| Izvještaj utakmice                                | Izvještaj utakmice                              | Izvještaj utakmice                                  | Izvještaj utakmice | Izvještaj utakmice |
| ------------------------------------------------- | ----------------------------------------------- | --------------------------------------------------- | ------------------ | ------------------ |
|                                                   |                                                 |                                                     |                    |                    |
| Williams - 1. Jorde - 17. Jorde - 20. Jorde - 38. | 1 – 0 1 – 1 2 – 1 3 – 1 4 – 1 4 – 2 4 – 3 4 – 4 | 1. - Trautwein 39. - Rampf 43. - Rampf 51. - Scholz |                    |                    |
|                                                   |                                                 |                                                     |                    |                    |
|                                                   |                                                 |                                                     |                    |                    |

| 7. ožujka 1961. | Kanada | 5:2 (0:0, 0:0, 5:2) | NJDR | Posjećenost: 2.000 |

| Izvještaj utakmice                                                  | Izvještaj utakmice                        | Izvještaj utakmice          | Izvještaj utakmice | Izvještaj utakmice |
| ------------------------------------------------------------------- | ----------------------------------------- | --------------------------- | ------------------ | ------------------ |
|                                                                     |                                           |                             |                    |                    |
| McLeod - 41. Legace - 43. Peacosh - 46. Lenardon - 47. Lagace - 54. | 1 – 0 2 – 0 2 – 1 3 – 1 4 – 1 5 – 1 5 – 2 | 44. - Ziesche 59. - Ziesche |                    |                    |
|                                                                     |                                           |                             |                    |                    |
|                                                                     |                                           |                             |                    |                    |

| 8. ožujka 1961. | Švedska | 12:1 (3:0, 3:1, 6:0) | Njemačka | Posjećenost: 2.500 |

| Izvještaj utakmice | Izvještaj utakmice                                                               | Izvještaj utakmice | Izvještaj utakmice | Izvještaj utakmice |
| --- | -------------------------------------------------------------------------------- | ------------------ | ------------------ | ------------------ |
| |                                                                                  |                    |                    |                    |
| Petterson - 1. Björn - 2. Petterson - 17. Stoltz - 22. Petterson - 31. Härdin - 32. Mild - 43. Sterner - 45. Andersson - 53. Härdin - 53. Härdin - 57. Bröms - 58. | 1 – 0 2 – 0 3 – 0 4 – 0 4 – 1 5 – 1 6 – 1 7 – 1 8 – 1 9 – 1 10 – 1 11 – 1 12 – 1 | 29. - Scholz       |                    |                    |
| |                                                                                  |                    |                    |                    |
| |                                                                                  |                    |                    |                    |

| 8. ožujka 1961. | NJDR | 6:5 (2:2, 1:3, 3:0) | SAD | Posjećenost: 1.800 |

| Izvještaj utakmice                                                             | Izvještaj utakmice                                                | Izvještaj utakmice                                               | Izvještaj utakmice | Izvještaj utakmice |
| ------------------------------------------------------------------------------ | ----------------------------------------------------------------- | ---------------------------------------------------------------- | ------------------ | ------------------ |
|                                                                                |                                                                   |                                                                  |                    |                    |
| Kratzsch - 12. Ziesche - 15. Buder - 39. Heinze - 48. Buder - 51. Franke - 53. | 0 – 1 1 – 1 2 – 1 2 – 2 2 – 3 2 – 4 2 – 5 3 – 5 4 – 5 5 – 5 6 – 5 | 1. - Johnson 16. - Poole 29. - Turk 33. - Brooks 39. - Grafstrom |                    |                    |
|                                                                                |                                                                   |                                                                  |                    |                    |
|                                                                                |                                                                   |                                                                  |                    |                    |

| 9. ožujka 1961. | SSSR | 9:1 (6:0, 1:1, 2:0) | NJDR | Posjećenost: 2.000 |

| Izvještaj utakmice | Izvještaj utakmice                                          | Izvještaj utakmice | Izvještaj utakmice | Izvještaj utakmice |
| --- | ----------------------------------------------------------- | ------------------ | ------------------ | ------------------ |
| |                                                             |                    |                    |                    |
| Loktjev - 1. Tregubov - 2. Snjetkov - 2. Staršinov - 3. Aleksandrov - 4. Tregubov - 16. Almjetov - 39. Loktjev - 52. Aleksandrov - 55. | 1 – 0 2 – 0 3 – 0 4 – 0 5 – 0 6 – 0 6 – 1 7 – 1 8 – 1 9 – 1 | 26. - Grimm        |                    |                    |
| |                                                             |                    |                    |                    |
| |                                                             |                    |                    |                    |

| 9. ožujka 1961. | Finska | 3:3 (1:0, 0:1, 2:2) | Njemačka | Posjećenost: 500 |

| Izvještaj utakmice                      | Izvještaj utakmice                  | Izvještaj utakmice                                      | Izvještaj utakmice | Izvještaj utakmice |
| --------------------------------------- | ----------------------------------- | ------------------------------------------------------- | ------------------ | ------------------ |
|                                         |                                     |                                                         |                    |                    |
| Rastio - 5. Rastio - 52. Nieminen - 54. | 1 – 0 1 – 1 2 – 1 3 – 1 3 – 2 3 – 3 | 27. - Schneitberger 55. - Schneitberger 56. - Trautwein |                    |                    |
|                                         |                                     |                                                         |                    |                    |
|                                         |                                     |                                                         |                    |                    |

| 9. ožujka 1961. | Kanada | 1:1 (0:1, 1:0, 0:0) | Čehoslovačka | Posjećenost: 14.000 |

| Izvještaj utakmice | Izvještaj utakmice | Izvještaj utakmice | Izvještaj utakmice | Izvještaj utakmice |
| ------------------ | ------------------ | ------------------ | ------------------ | ------------------ |
|                    |                    |                    |                    |                    |
| McIntyre - 37.     | 0 – 1 1 – 1        | 20. - Vlach        |                    |                    |
|                    |                    |                    |                    |                    |
|                    |                    |                    |                    |                    |

| 11. ožujka 1961. | Čehoslovačka | 5:1 (1:0, 2:1, 2:0) | NJDR | Posjećenost: 2.000 |

| Izvještaj utakmice                                               | Izvještaj utakmice                  | Izvještaj utakmice | Izvještaj utakmice | Izvještaj utakmice |
| ---------------------------------------------------------------- | ----------------------------------- | ------------------ | ------------------ | ------------------ |
|                                                                  |                                     |                    |                    |                    |
| Starší - 14. Pantůček - 26. Bubník - 27. Vlach - 50. Černý - 60. | 1 – 0 2 – 0 3 – 0 3 – 1 4 – 1 5 – 1 | 31. - Grimm        |                    |                    |
|                                                                  |                                     |                    |                    |                    |
|                                                                  |                                     |                    |                    |                    |

| 11. ožujka 1961. | Švedska | 7:3 (1:2, 2:1, 4:0) | SAD | Posjećenost: 6.500 |

| Izvještaj utakmice                                                                                       | Izvještaj utakmice                                          | Izvještaj utakmice             | Izvještaj utakmice | Izvještaj utakmice |
| --- | ----------------------------------------------------------- | ------------------------------ | ------------------ | ------------------ |
| |                                                             |                                |                    |                    |
| Johansson - 3. Petterson - 28. Andersson - 37. Sterner - 46. Sterner - 52. Nordlander - 55. Härdin - 57. | 0 – 1 0 – 2 1 – 2 2 – 2 2 – 3 3 – 3 4 – 3 5 – 3 6 – 3 7 – 3 | 1. - Turk 2. - Turk 30. - Turk |                    |                    |
| |                                                             |                                |                    |                    |
| |                                                             |                                |                    |                    |

| 11. ožujka 1961. | SSSR | 11:1 (2:0, 4:1, 5:0) | Njemačka | Posjećenost: 5.000 |

| Izvještaj utakmice | Izvještaj utakmice                                                        | Izvještaj utakmice | Izvještaj utakmice | Izvještaj utakmice |
| --- | ------------------------------------------------------------------------- | ------------------ | ------------------ | ------------------ |
| |                                                                           |                    |                    |                    |
| Majorov - 8. Snjetkov - 11. Aleksandrov - 21. Staršinov - 25. Loktjev - 26. Almjetov - 39. Majorov - 45. Almjetov - 46. Majorov - 55. Majorov - 59. Majorov - 60. | 1 – 0 2 – 0 3 – 0 4 – 0 5 – 0 5 – 1 6 – 1 7 – 1 8 – 1 9 – 1 10 – 1 11 – 1 | 35. - Trautwein    |                    |                    |
| |                                                                           |                    |                    |                    |
| |                                                                           |                    |                    |                    |

| 11. ožujka 1961. | Kanada | 12:1 (7:1, 1:0, 4:0) | Finska | Posjećenost: 5.000 |

| Izvještaj utakmice | Izvještaj utakmice                                                               | Izvještaj utakmice | Izvještaj utakmice | Izvještaj utakmice |
| --- | -------------------------------------------------------------------------------- | ------------------ | ------------------ | ------------------ |
| |                                                                                  |                    |                    |                    |
| Peacosh - 2. Jones - 5. Rusnell - 13. Rusnell - 14. Lagace - 14. McLeod - 16. Sly - 18. Sly - 23. McIntyre - 41. McIntyre - 42. Peacosh - 44. McLeod - 54. | 1 – 0 2 – 0 3 – 0 4 – 0 5 – 0 6 – 0 6 – 1 7 – 1 8 – 1 9 – 1 10 – 1 11 – 1 12 – 1 | 17. - Suokko       |                    |                    |
| |                                                                                  |                    |                    |                    |
| |                                                                                  |                    |                    |                    |

| 12. ožujka 1961. | Kanada | 5:1 (1:0, 2:0, 2:1) | SSSR | Posjećenost: 12.000 |

| Izvještaj utakmice                                              | Izvještaj utakmice                  | Izvještaj utakmice | Izvještaj utakmice | Izvještaj utakmice |
| --------------------------------------------------------------- | ----------------------------------- | ------------------ | ------------------ | ------------------ |
|                                                                 |                                     |                    |                    |                    |
| Smith - 9. McLeod - 31. Jones - 33. McLeod - 41. Lenardon - 59. | 1 – 0 2 – 0 3 – 0 4 – 0 4 – 1 5 – 1 | 52. - Majorov      |                    |                    |
|                                                                 |                                     |                    |                    |                    |
|                                                                 |                                     |                    |                    |                    |

| 12. ožujka 1961. | Čehoslovačka | 5:2 (3:1, 1:1, 1:0) | Švedska | Posjećenost: 9.000 |

| Izvještaj utakmice                                            | Izvještaj utakmice                        | Izvještaj utakmice        | Izvještaj utakmice | Izvještaj utakmice |
| ------------------------------------------------------------- | ----------------------------------------- | ------------------------- | ------------------ | ------------------ |
|                                                               |                                           |                           |                    |                    |
| Kasper - 1. Vlach - 11. Kasper - 14. Bukač - 30. Bubník - 41. | 1 – 0 1 – 1 2 – 1 3 – 1 4 – 1 4 – 2 5 – 2 | 2. - Johansson 32. - Mild |                    |                    |
|                                                               |                                           |                           |                    |                    |
|                                                               |                                           |                           |                    |                    |

| 12. ožujka 1961. | SAD | 5:2 (1:0, 2:0, 2:2) | Finska | Posjećenost: 1.500 |

| Izvještaj utakmice | Izvještaj utakmice | Izvještaj utakmice | Izvještaj utakmice | Izvještaj utakmice |
| ------------------ | ------------------ | ------------------ | ------------------ | ------------------ |
|                    |                    |                    |                    |                    |
|                    |                    |                    |                    |                    |
|                    |                    |                    |                    |                    |
|                    |                    |                    |                    |                    |

| 12. ožujka 1961. | NJDR | 5:0 (2:0, 0:0, 3:0) | Njemačka | Posjećenost: 3.600 |

| Izvještaj utakmice | Izvještaj utakmice | Izvještaj utakmice | Izvještaj utakmice | Izvještaj utakmice |
| ------------------ | ------------------ | ------------------ | ------------------ | ------------------ |
|                    |                    |                    |                    |                    |
|                    |                    |                    |                    |                    |
|                    |                    |                    |                    |                    |
|                    |                    |                    |                    |                    |

### Statistike

#### Strijelci
Podebljani podatci označavaju najbolji učinak u pojedinom dijelu statistike.
| # | Igrač                | Uta. | Golovi | Asistencije | Bodovi |
| - | -------------------- | ---- | ------ | ----------- | ------ |
| 1 | Boris Majorov        | 7    | 7      | 9           | 16     |
| 2 | Jack McLeod          | 7    | 10     | 2           | 12     |
| 3 | Vladimír Bubník      | 7    | 4      | 8           | 12     |
| 4 | Hal Jones            | 7    | 3      | 8           | 11     |
| 5 | David Rusnell        | 7    | 5      | 5           | 10     |
| 5 | Vjačeslav Staršinov  | 7    | 5      | 5           | 10     |
| 7 | Ronald Pettersson    | 7    | 6      | 2           | 8      |
| 7 | Venjamin Aleksandrov | 7    | 6      | 2           | 8      |
| 7 | Nikolaj Snjetkov     | 7    | 6      | 2           | 8      |

Hat-trick
- Boris Majorov (SSSR 6:1 Švedska)
- Marv Jorde (SAD 4:4 Njemačka)
- Ronald Pettersson (Švedska 12:1 Njemačka)
- Per-Olof Härdin (Švedska 12:1 Njemačka)
- Boris Majorov (SSSR 11:1 Njemačka)

## Skupina B

### Kvalifikacije
| 2. ožujka 1961. | Velika Britanija | 18:1 (6:1, 6:0, 6:0) | Belgija |  |

| Izvještaj utakmice | Izvještaj utakmice | Izvještaj utakmice | Izvještaj utakmice | Izvještaj utakmice |
| ------------------ | ------------------ | ------------------ | ------------------ | ------------------ |
|                    |                    |                    |                    |                    |
|                    |                    |                    |                    |                    |
|                    |                    |                    |                    |                    |
|                    |                    |                    |                    |                    |

| 2. ožujka 1961. | Austrija | 6:5 (1:1, 4:3, 1:1) | Rumunjska |  |

| Izvještaj utakmice | Izvještaj utakmice | Izvještaj utakmice | Izvještaj utakmice | Izvještaj utakmice |
| ------------------ | ------------------ | ------------------ | ------------------ | ------------------ |
|                    |                    |                    |                    |                    |
|                    |                    |                    |                    |                    |
|                    |                    |                    |                    |                    |
|                    |                    |                    |                    |                    |

### Šibice
|    | Momčad           | Uta. | Pob. | Izj. | Por. | PoG | PrG | GR  | Bodovi |     |      |     |     |     |      |
| -- | ---------------- | ---- | ---- | ---- | ---- | --- | --- | --- | ------ | --- | ---- | --- | --- | --- | ---- |
| 1. | Norveška         | 5    | 4    | 0    | 1    | 27  | 9   | 18  | 8      | —   | 2:3  | 6:0 | 7:1 | 5:3 | 7:2  |
| 2. | Velika Britanija | 5    | 3    | 2    | 0    | 21  | 11  | 10  | 8      | 3:2 | —    | 2:2 | 3:3 | 3:2 | 10:2 |
| 3. | Švicarska        | 5    | 2    | 1    | 2    | 17  | 15  | 2   | 5      | 0:6 | 2:2  | —   | 5:3 | 1:3 | 9:1  |
| 4. | Italija          | 5    | 2    | 1    | 2    | 19  | 20  | -1  | 5      | 1:7 | 3:3  | 3:5 | —   | 5:3 | 7:2  |
| 5. | Poljska          | 5    | 1    | 0    | 4    | 13  | 17  | −4  | 2      | 3:5 | 2:3  | 3:1 | 3:5 | —   | 2:3  |
| 6. | Austrija         | 5    | 1    | 0    | 4    | 10  | 35  | −25 | 2      | 2:7 | 2:10 | 1:9 | 2:7 | 3:2 | —    |

## Skupina C

### Šibice
|    | Momčad      | Uta. | Pob. | Izj. | Por. | PoG | PrG | GR  | Bodovi |      |      |      |      |      |      |
| -- | ----------- | ---- | ---- | ---- | ---- | --- | --- | --- | ------ | ---- | ---- | ---- | ---- | ---- | ---- |
| 1. | Rumunjska   | 5    | 5    | 0    | 0    | 69  | 5   | 64  | 10     | —    | 9:3  | 12:1 | 12:0 | 14:0 | 22:0 |
| 2. | Francuska   | 5    | 4    | 0    | 1    | 34  | 16  | 18  | 8      | 3:9  | —    | 3:2  | 7:3  | 11:2 | 10:0 |
| 3. | Jugoslavija | 5    | 3    | 0    | 2    | 34  | 22  | 12  | 6      | 1:12 | 2:3  | —    | 9:2  | 12:3 | 10:2 |
| 4. | Nizozemska  | 5    | 2    | 0    | 3    | 18  | 36  | -18 | 4      | 0:12 | 3:7  | 2:9  | —    | 8:4  | 5:4  |
| 5. | JAR         | 5    | 1    | 0    | 4    | 18  | 47  | −29 | 2      | 0:14 | 2:11 | 3:12 | 4:8  | —    | 9:2  |
| 6. | Belgija     | 5    | 0    | 0    | 5    | 9   | 56  | −47 | 0      | 1:22 | 0:10 | 2:10 | 4:5  | 2:9  | —    |

## Vanjske poveznice
- Službena stranica